# Guardia Negra
La Guardia Negra fue un cuerpo militar organizado por el emir almorávide Yusuf ibn Tasufin, cuyo objetivo principal era controlar la península ibérica.

## Características
Dicho cuerpo militar estaba compuesto en su mayoría de esclavos negros, provenientes principalmente de Sudán y el Sahel. Estos soldados eran capaces de realizar largas travesías, con una pasta de leche de camella como su sustento. Su principal estrategia militar consistía en atacar juntos en masa, convirtiéndolos en guerreros difíciles de vencer, lo cual se complementaba con su audacia y osadía. Estos grupos se componían de guerreros con lanzas y con arcos aliados, que utilizaban escudos de piel de buey como protección. Solían realizar danzas ceremoniales, utilizar maquillaje y tocar tambores hechos de piel de animales para aterrorizar al enemigo y atacarlo. Yusuf daba las órdenes utilizando tambores o banderas. Cuando murió Yusuf en 1106, su hijo Alí recibió el reino y conquistó Valencia en la batalla de Uclés.